# باري هيكي
باري هيكي (بالإنجليزية: Barry Hickey)‏ هو كاهن كاثوليكي أسترالي، ولد في 16 أبريل 1936 في بلدية ليونورا في أستراليا.